# Ker-Xavier Roussel
Ker-Xavier Roussel (Lorry-lès-Metz, 10 dicembre 1867 – L'Étang-la-Ville, 6 giugno 1944) è stato un pittore francese.
Fece parte del gruppo dei Nabis.

## Biografia
Ker-Xavier Roussel, il cui vero nome era François Xavier, era figlio di un medico. La guerra Franco-Prussiana del 1870, e la tragica disfatta di Sedan, costrinsero la famiglia a lasciare la Mosella, prima dell'annessione di quest'ultima alla Germania, ed a stabilirsi a Parigi. All'età di dodici anni Xavier subì la separazione dei genitori e visse con il fratello minore assieme al padre. Costui, appassionato di arte, riceveva nel suo appartamento pittori, scrittori e musicisti, sicché,  quando Xavier gli annunciò di voler intraprendere la carriera di pittore, egli ne rimase entusiasta.

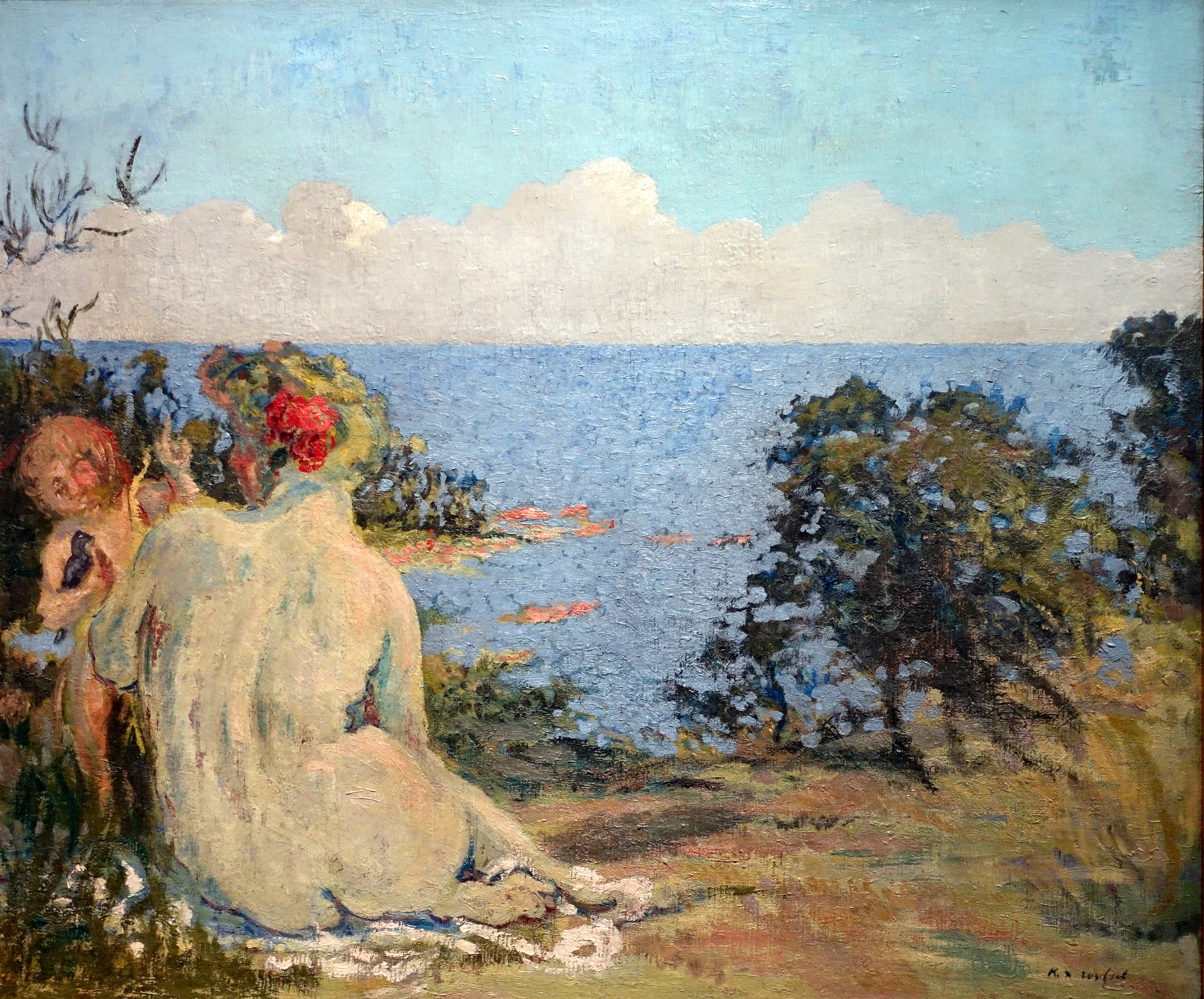
Venere e Amore sulla riva del mare

A quindici anni fu iscritto al Liceo Condorcet, dove ricevette un'educazione classica assai solida e dove incontrò Édouard Vuillard. I due divennero amici e a loro volta conobbero Maurice Denis e Lugné-Poe. Nel 1885, Roussel entrò nell'atelier di Diogène Maillart e parallelamente seguì i corsi dell'École des beaux-arts a partire dal 1888. L'anno seguente iniziò a frequentare anche l'Académie Julian, dove si stava formando il gruppo dei Nabis. Roussel e Vuillard fecero amicizia con Pierre Bonnard.
Nel 1891 i Nabis esposero alla galleria Le Barc de Boutteville, mentre Roussel, Vuillard, Bonnard, Denis e Ranson, due anni dopo, presentarono le loro opere nella redazione della rivista "La Revue blanche", che era diretta dai fratelli Natanson.  Nello stesso anno Roussel prese in moglie Marie, sorella di Edouard Vuillard.
Assieme a Vuillard, a Bonnard, a Paul Ranson e a Paul Sérusier Roussel dipinse degli scenari per il Théâtre de l'Œuvre, che il loro compagno Aurelien Lugné, detto Lugné-Poe, aveva appena inaugurato.

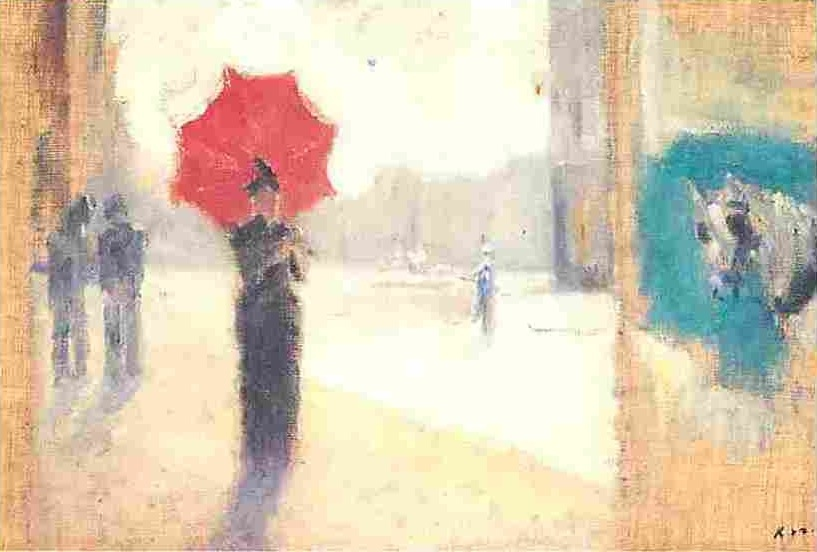
L'ombrello rosso

Dal 1894 fino al 1904 Roussel espose regolarmente alla galleria "Libre Esthétique" di Bruxelles, al "Salon des indépendants" di Parigi e nelle gallerie 
Bernheim e Druet,  con Félix Vallotton e Aristide Maillol, che si erano aggregati al gruppo dei Nabis. Nel 1898 Roussel, Vuillard e Bonnard, per incarico di Ambroise Vollard, eseguirono delle litografie a colori. L'anno seguente,  Roussel lasciò Parigi e fissò la sua residenza a L'Étang-la-Ville dove abiterà per tutta la vita.
Roussel e Maurice Denis nel 1906 viaggiarono in Italia (sul Lago di Como, a Venezia e a Milano) e infine lungo la Costa azzurra. Fecero visita a Cézanne nella sua casa presso Aix-en-Provence, a Paul Signac a Saint-Tropez, e a Cross, a Cavalaire. Due anni più tardi, Roussel fu per breve tempo professore all'Académie Ranson e nel 1912 ebbe l'incarico di dipingere il sipario del Théâtre des Champs-Élysées. Terminata la prima guerra mondiale, eseguì delle decorazioni per il Kunstmuseum (Museo dell'arte) di Winterthur in Svizzera, quindi realizzò (1919) dei pannelli per Marcel Monteux a Parigi e, nel 1922, altri pannelli per la villa dello stesso Monteux ad Antibes. Nel 1925, creò altri quattro pannelli per il palazzo di M. Rosegart, in rue du Bois de Boulogne a Parigi. L'anno dopo ricevette il secondo premio Carnegie.
È il 1937, e Ker-Xavier Roussel divide con Vuillard e Bonnard la decorazione del Théâtre de Chaillot, quindi, nel 1938, collabora alla decorazione del Palazzo della Società delle Nazioni a Ginevra, eseguendo un pannello di undici metri dal titolo: Pax Nutrix. Fu questa la sua ultima opera importante. Nel 1941,  dopo la morte di Vuillard, Roussel fece dono allo Stato francese di cinquantacinque opere del suo scomparso amico.
Roussel morì nella sua casa di L'Étang-la-Ville nel 1944, all'età di 76 anni.

## Opere
Elenco parziale delle opere conservate in collezioni pubbliche.
- 1890. Composition dans la forêt, olio su tela, Saint-Germain-en-Laye, Museo Maurice Denis.
- 1891. Conversation, olio su tela, Tolosa, Musée des Augustins.
- 1891-1893. La Barrière, pastello su carta, Parigi, Museo d'Orsay.
- 1892. Les Saisons de la vie, olio su tela, Parigi, Museo d'Orsay.
- 1892-1893. La Terrasse des Tuileries, olio su tela, Parigi, Museo d'Orsay.
- 1893. La rencontre des dames, olio su tela, Pasadena, Norton Simon Museum.
- 1899. Nymphes, pastello su cartone, Neuss, Clemens-Sels-Museum.

## Galleria d'immagini

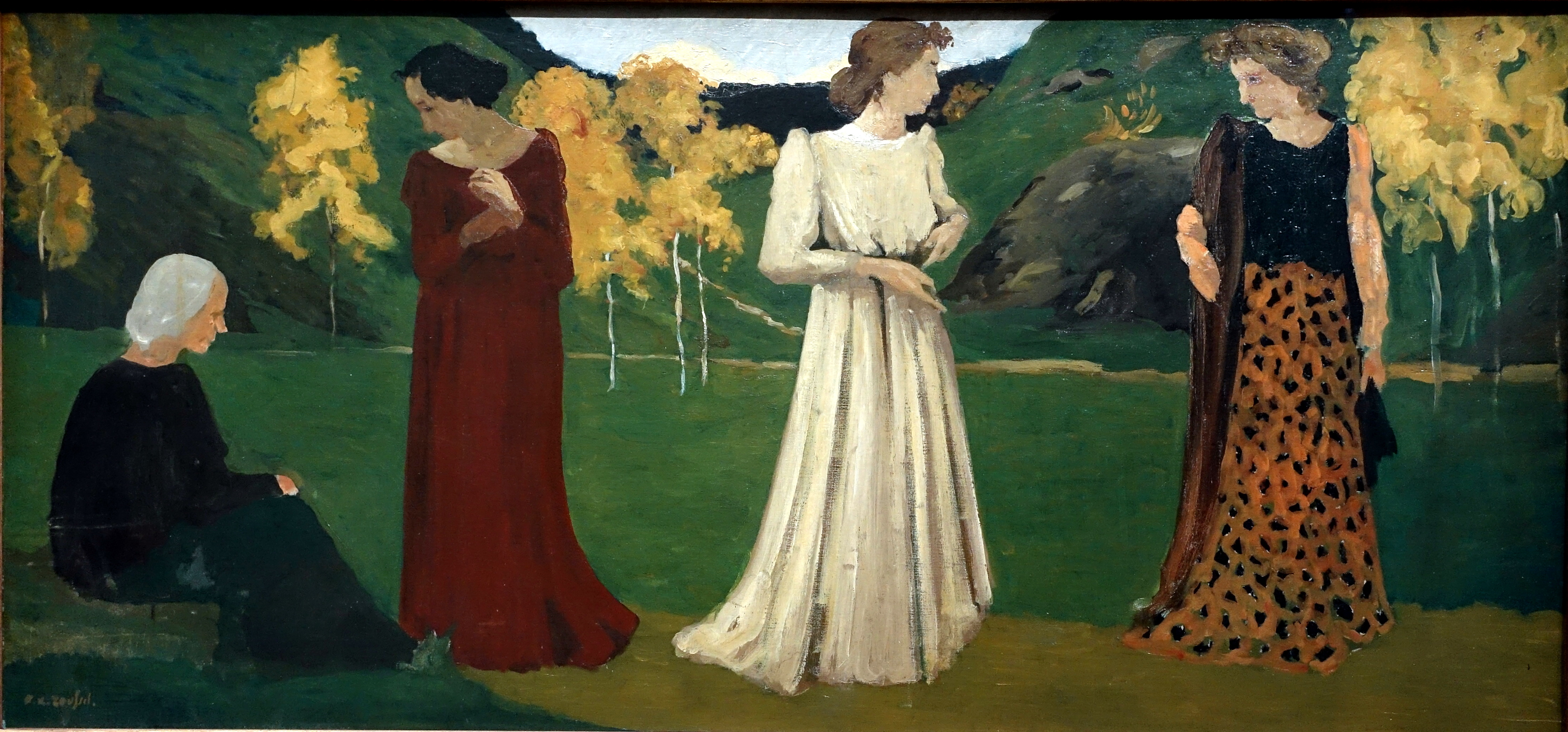
Le stagioni della vita, 1892-1895 - Museo d'Orsay
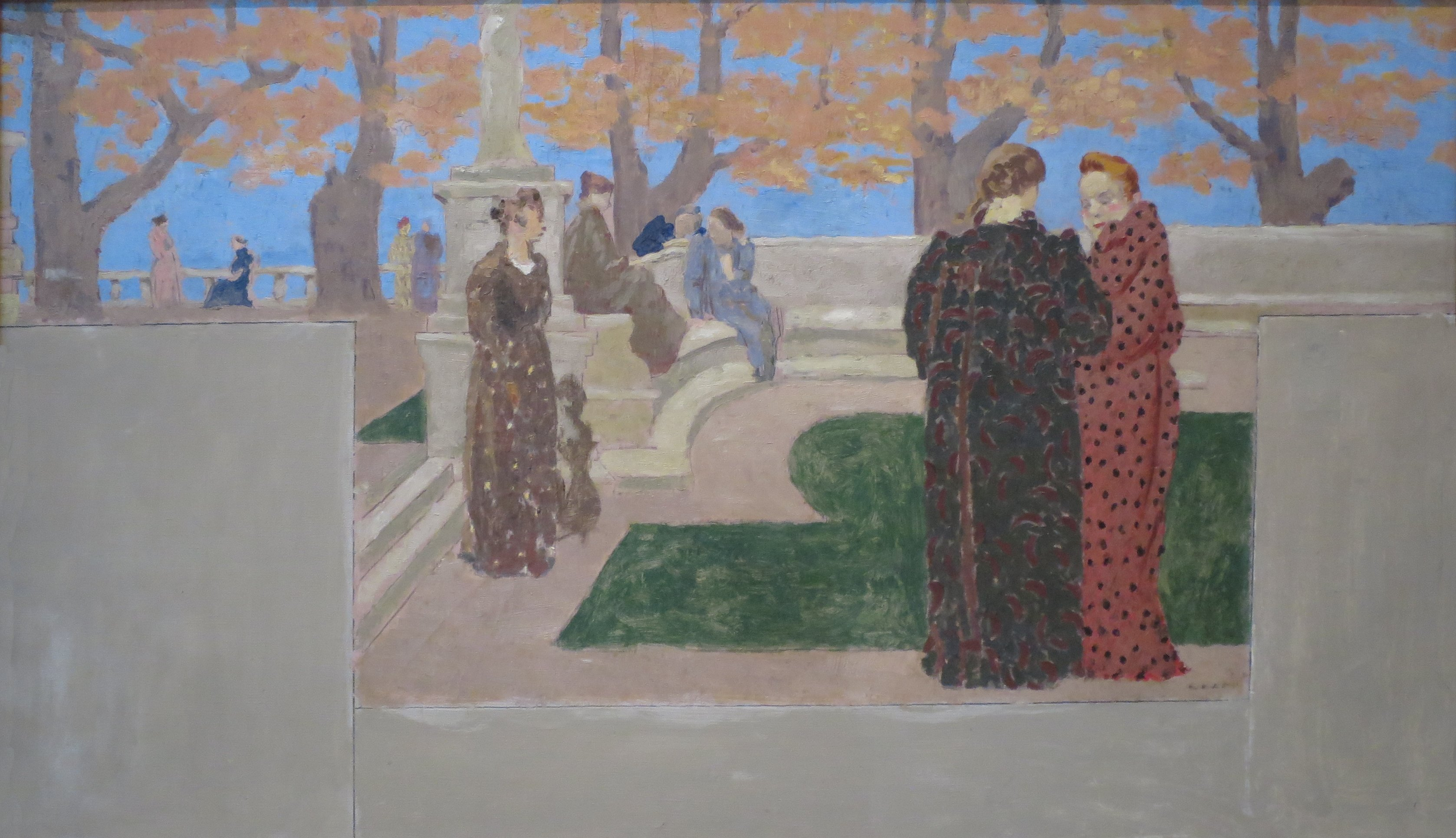
L'incontro fra signore, c.1893 - Norton Simon Museum

## Altri progetti

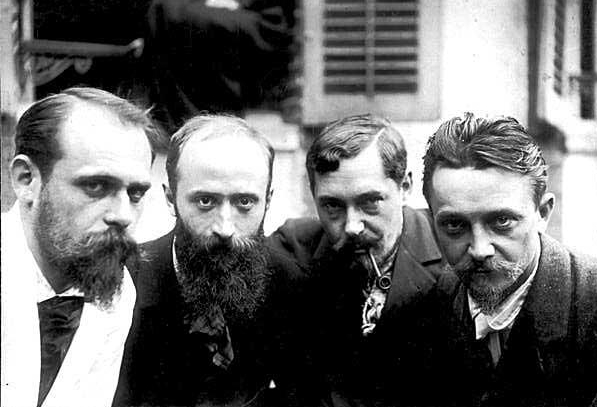
Roussel, Vuillard, Coolus e Vallotton nel 1899